# Departamentul Madriz
Departamentul Madriz este una dintre cele 17  unități administrativ-teritoriale de gradul I  ale statului  Nicaragua. Are o populație de 132.459 locuitori (2005). Reședința sa este orașul Somoto.